# Avitohol
Avitohòl (in bulgaro: Авитохол) fu un leggendario sovrano proto-bulgaro. È il primo nome a comparire nel Nominalia dei khan bulgari,  dove è indicato come membro del clan Dulo, originariamente associato agli Unni e al Khaganato turco occidentale.

## Nome
Il nome Avitohol è stato oggetto di diverse interpretazioni. Secondo lo storico bulgaro Petâr Dobrev (1994), basandosi sulle lingue del Pamir, il termine significherebbe "Figlio della cerva" (avi = cerva; tohol = bambino). Tuttavia, questa teoria è stata respinta nel 2004 dal linguista turcologo bulgaro Ivan Dobrev, il quale riteneva  incongruente l'uso di tohol, in quanto considerato un prestito tardivo dall'arabo (ﻃﻔﻞ, [tifl] ,"neonato") entrato nelle lingue del Pamir solo in epoca posteriore. 
Secondo Dobrev, il nome sarebbe avit-ohol e deriverebbe dalla fusione di: avit- ← dall'antico iranico pati- (“signore, capo”) e ohol ← dall'antico turco ogul (“figlio, discendente”). Questa ipotesi ricalca le precedenti teorie dello storico finlandese Jooseppi Julius Mikkola e di H. Hausig, secondo cui Avitohol discenderebbe da radici unno-altaiche, quali: avit, ata, aba → “antenato”, “padre”, “nonno” e oγul → “figlio, discendente”. In base a questa lettura, la variante proto-bulgara sarebbe ohol. Il presunto legame con Attila deriverebbe dalla composizione turca ata (“padre”) + il (“tribù”), ovvero: Attila, il padre della tribù.

## Origini
Secondo una delle principali ipotesi storiografiche, Avitohol e suo figlio Irnik, menzionati nel Nominalia dei khan bulgari, potrebbero essere identificati rispettivamente con i personaggi storici Attila e suo figlio Ernakh. Quest'ulimo, secondo le fonti, gli sarebbe succeduto dopo la disgregazione dell'Impero unno. 
Lo storico bulgaro Vasil Zlatarski contestava questa teoria, ritenendola insostenibile. Tuttavia, l'ipotesi è oggi accolta da gran parte della comunità scientifica contemporanea. A sostegno di una visione più stratificata, lo storico bulgaro Raŝo Raŝev interpreta il Nominalia come composto da due fasi cronologiche: Periodo asiatico, associato al nome di Avitohol, e Periodo europeo, legato al nome di Irnik.

## Biografia
Il Nominalia dei khan bulgari si apre con la seguente formula: "Avitohol visse 300 anni. Il suo clan [fu] Dulo e il suo anno dilom tvirem". Secondo il calendario ciclico proto-bulgaro, l'anno di ascesa al trono è indicato come Dilom ("serpente"), nel mese di Tvirem ("nono", secondo gli storici bulgari Vasil Zlatarski e Mosko Moskov, o "quarto" secondo lo storico bulgaro Petâr Dobrev). In base all'interpretazione di Zlatarski l'anno sarebbe il 146 d.C.; per Dobrev, l'anno sarebbe invece 165 d.C., entrambi collocati nell'epoca degli imperatori romani Antonino Pio e Marco Aurelio. 
Il Nominalia attribuisce ad Avitohol una durata di vita di 300 anni, dato che ha suscitato varie teorie. Alcuni calcoli indicano una possibile data di morte intorno al 453, in coincidenza con quella riportata da Prisco di Panion per Attila. 
L’unico elemento condiviso dalla storiografia è l’associazione di Avitohol con l’alleanza degli Unni e la figura di Attila. I predecessori del khan Kubrat sembrano aver partecipato alla rete di alleanze e dipendenze costruita dall’abile diplomazia attilana.
Inoltre, nella fusione tra i resti del disgregato Impero degli Unni e i gruppi proto-bulgari migrati nella zona dell’attuale Ucraina (insieme a popolazioni iraniche e slave), Ernakh avrebbe giocato un ruolo importante. La sua figura potrebbe essersi intrecciata nelle genealogie bulgare, scritte in slavo ecclesiastico antico ma ricche di nomi nella variante ogura del ramo proto-bulgaro (Bolgar) delle lingue turche. 
Il resto rimane nel campo delle congetture: in assenza di reperti archeologici e data la scarsa alfabetizzazione dei popoli coinvolti nelle invasioni barbariche del V secolo, è impossibile stabilire con certezza la vera identità celata dietro il nome Avitohol. 

## Avitohol nella cultura
L'Avitohol Point si trova sulla costa nord dell'Isola Livingston, nelle Isole Shetland Meridionali, in Antartide. Proietta per circa 1,15 km nella Hero Bay, formando parte dell'ingresso a Skravena Cove e Prisoe Cove. Il toponimo è stato scelto dalla Commissione bulgara per i toponimi antartici, in onore di Avitohol, considerato fondatore della statualità bulgara nel 165 d.C. Mappato dalla Bulgaria nel 2005 e 2009, è registrato nel SCAR Composite Antarctic Gazetteer.
Un supercomputer Avutohol è stato installato nel 2015 presso l'Istituto di tecnologie dell'informazione e della comunicazione (IICT) dell'Accademia delle Scienze bulgara (BAS). È stato classificato 332° nella TOP500 dei supercomputer mondiali (giugno 2015) ed è utilizzato per progetti scientifici in climatologia, biomedicina, patrimonio culturale digitale e simulazioni ambientali.